# Eospalax muliensis
Eospalax muliensis — вид мишоподібних гризунів із родини сліпакових (Spalacidae).

## Назва
Назва виду muliensis походить від регіону Мулі, типової місцевості нового виду в провінції Сичуань, Китай.

## Біоморфологічна характеристика
Це невеликий вид зі середньою вагою 155.64 г. Хвіст відносно довгий, густо волосистий. Носова подушечка трійчаста. Писок майже прямокутний, носові ходи невеликі. Новий вид належить до високогірної клади і відокремився від близькоспоріднених видів (близько 4.22 млн років) невдовзі після першої дивергенції в Eospalax.

## Середовище проживання
Вид наразі відомий лише з Канву Ранч, повіт Мулі, провінція Сичуань, Китай (висота ~3700 м). Середовище проживання — альпійський луг, оточений чагарниками. Цей вид може бути пристосований до високогірних місць існування, й, отже, може траплятися на інших альпійських луках у південних горах Хендуань.